# Isopentylamin
Isopentylamin ist eine chemische Verbindung aus der Gruppe der aliphatischen Amine.

## Vorkommen
Isopentylamin wird durch Proteus mirabilis-Bakterien produziert. Sie kommt auch in Kolanuss-Sorten nigerianischer Herkunft, sowie in Lebensmitteln wie Käse vor und kann auch aus Pflanzen isoliert werden. Isopentylamin kommt z. B. in Bananen vor.

## Eigenschaften
Isopentylamin ist eine leicht entzündbare, farblose Flüssigkeit mit aminartigem Geruch, die mischbar mit Wasser ist. Ihre wässrige Lösung reagiert alkalisch.

## Verwendung
Isopentylamin dient als Zwischenprodukt in der Pharmaka- und Agrochemikalien-Synthese. In der organischen Chemie wird die Verbindung zur Synthese von Heterocyclen, von modifizierten Aminosäuren, von Isocyaniden und in Ugi-Vierkomponenten-Reaktionen eingesetzt.

## Sicherheitshinweise
Die Dämpfe von Isopentylamin können mit Luft ein explosionsfähiges Gemisch (Flammpunkt −1 °C, Zündtemperatur 365 °C) bilden.